# Unione Ginnastica Goriziana Hockey 1974
Questa voce raccoglie le informazioni riguardanti l'Unione Ginnastica Goriziana nelle competizioni ufficiali della stagione 1974.

## Maglie e sponsor
| 1ª divisa |